# Ignacio Sepúlveda
Ignacio Edmundo Sepúlveda Cartagena (Concepción, Región del Biobío, Chile, 24 de octubre de 1996) es un futbolista chileno. Juega de delantero o extremo izquierdo y se encuentra jugando en Naval de la Tercera División A de Chile.

## Trayectoria

### Huachipato
Desde los 10 años fue formado e hizo las inferiores en el club acerero para ser ascendido el 2015 a las series juveniles de Huachipato donde se mantuvo hasta 2017 tras sufrir una lesión que lo marginó del club.

### Naval de Talcahuano
Para la temporada 2017 debutó en el profesionalismo con Naval en la primera jornada de visita ante Deportes Santa Cruz. Aquella temporada el equipo militaba en Segunda División Profesional de Chile y donde Ignacio disputó solo 3 partidos.

### Deportes Concepción

#### Temporada 2018
En 2018 llega al cuadro de Deportes Concepción, club que tras la desafiliación tuvo que jugar en la Tercera B, tras una buena campaña ascendieron a la Tercera A tras derrotar en semifinales a Ferroviarios.

#### Temporada 2019
Los Lilas fueron invitados a la Copa Chile donde fueron eliminados en la Primera Fase contra Santiago Wanderers con un Marcador 1-4 a favor de los Caturros, encuentro que vio desde el banco de suplentes. En la Tercera A fue fundamental para el equipo sobre todo en las instancias finales. El 15 de diciembre del 2019 los lilas jugaban el último partido de los Play Off de Ascenso ante Deportes Limache, un encuentro muy disputado y sufrido que terminó con la victoria Lila donde Ignacio anotó el gol definitivo al minuto 78 que sepultaba el 3-2 y el retorno de Deportes Concepción al Profesionalismo después de 3 años.

#### Temporada 2020
En el año 2020 la liga se congeló debido a la Contingencia Nacional provocada por el Covid-19, pero se reanudó a fines de año. Deportes Concepción debutaba en la Segunda División Profesional de Chile, temporada que empezó bien pero se volvió negra ya que el cuadro de Collao descendería al Futbol Amateur. En esta Temporada Sepúlveda jugaría alrededor de 11 partidos. Sin embargo, el 25 de marzo de 2021, la Segunda Sala del Tribunal de Disciplina de la ANFP, ratificó la pérdida de 3 puntos para Deportes Vallenar, debido al no pago de remuneraciones a cuatro jugadores, lo que decretó el descenso del equipo vallenarino a la Tercera División A y en paralelo, la permanencia del conjunto lila en el profesionalismo.

#### Temporada 2021
Tras la renovación del plantel y la llegada de un nuevo cuerpo técnico al mando de Renato Ramos, el 30 de abril Sepúlveda es renovado por el club. Los Lilas vuelven a disputar la Copa Chile y comenzaron de buen manera la Primera Fase ya que le ganaron a su similar Universidad de Concepción tras derrotarlos de local 1-0 y eliminándolos de la copa. En la Segunda Fase se volverían a ver las caras contra Santiago Wanderers equipo al cual le ganaron en la ida 0-1 y empatarían de local en la vuelta 1-1, con un marcador global 2-1. Ya en octavos de final los Lilas serían humillados tras perder ante Palestino por un 4-0 en la ida y un 0-4 de vuelta, con global de 0-8. Sepúlveda jugó 4 de los 5 partidos, todos como titular.

## Clubes
| Club                        | Div.             | Temporada        | Liga  | Liga  | Liga   | Copas nacionales | Copas nacionales | Copas nacionales | Torneos internacionales | Torneos internacionales | Torneos internacionales | Total | Total | Total  | Media goleadora |
| Club                        | Div.             | Temporada        | Part. | Goles | Asist. | Part.            | Goles            | Asist.           | Part.                   | Goles                   | Asist.                  | Part. | Goles | Asist. | Media goleadora |
| --------------------------- | ---------------- | ---------------- | ----- | ----- | ------ | ---------------- | ---------------- | ---------------- | ----------------------- | ----------------------- | ----------------------- | ----- | ----- | ------ | --------------- |
| Naval · Chile               | 3.ª              | 2017             | 3     | 0     | 1      | —                | —                | —                | —                       | —                       | —                       | 3     | 0     | 1      | 0.00            |
| Naval · Chile               | Total club       | Total club       | 3     | 0     | 1      | 0                | 0                | 0                | 0                       | 0                       | 0                       | 3     | 0     | 1      | 0.00            |
| Deportes Concepción · Chile | 5.ª              | 2018             | 18    | 3     | 2      | —                | —                | —                | —                       | —                       | —                       | 18    | 3     | 2      | 0.17            |
| Deportes Concepción · Chile | 4.ª              | 2019             | 21    | 2     | 3      | —                | —                | —                | —                       | —                       | —                       | 21    | 2     | 3      | 0.1             |
| Deportes Concepción · Chile | 3.ª              | 2020             | 11    | 0     | 0      | —                | —                | —                | —                       | —                       | —                       | 11    | 0     | 0      | 0.00            |
| Deportes Concepción · Chile | 3.ª              | 2021             | 17    | 3     | 2      | 4                | 0                | 0                | —                       | —                       | —                       | 21    | 3     | 2      | 0.14            |
| Deportes Concepción · Chile | 3.ª              | 2022             | 10    | 2     | 0      | 1                | 0                | 0                | —                       | —                       | —                       | 11    | 2     | 0      | 0.18            |
| Deportes Concepción · Chile | Total club       | Total club       | 77    | 10    | 7      | 5                | 0                | 0                | 0                       | 0                       | 0                       | 82    | 10    | 7      | 0.12            |
| Total en carrera            | Total en carrera | Total en carrera | 80    | 10    | 8      | 5                | 0                | 0                | 0                       | 0                       | 0                       | 85    | 10    | 8      | 0.12            |
| 1. 2.                       |                  |                  |       |       |        |                  |                  |                  |                         |                         |                         |       |       |        |                 |